# Fudbalski klub Crvena zvezda 1987-1988
Questa voce raccoglie le informazioni riguardanti il Fudbalski klub Crvena zvezda nelle competizioni ufficiali della stagione 1987-1988.

## Maglie e sponsor
Il fornitore tecnico della squadra è Puma.
| Manica sinistra · Manica sinistra · Maglietta · Maglietta · Manica destra · Manica destra · Pantaloncini · Calzettoni |

## Rosa
| N. |                       | Ruolo | Calciatore         |
| -- | --------------------- | ----- | ------------------ |
|    | Jugoslavia (bandiera) | P     | Stevan Stojanović  |
|    | Jugoslavia (bandiera) | P     | Branko Davidović   |
|    | Jugoslavia (bandiera) | D     | Slobodan Marović   |
|    | Jugoslavia (bandiera) | D     | Goran Jurić        |
|    | Jugoslavia (bandiera) | D     | Refik Šabanadžović |
|    | Jugoslavia (bandiera) | D     | Slavoljub Janković |
|    | Jugoslavia (bandiera) | D     | Miodrag Krivokapić |
|    | Jugoslavia (bandiera) | D     | Slavko Radovanović |
|    | Jugoslavia (bandiera) | D     | Zlatko Krdžević    |
|    | Jugoslavia (bandiera) | C     | Dragić Komadina    |
|    | Jugoslavia (bandiera) | C     | Dragan Punišić     |

| N. |                       | Ruolo | Calciatore         |
| -- | --------------------- | ----- | ------------------ |
|    | Jugoslavia (bandiera) | C     | Dejan Joksimović   |
|    | Jugoslavia (bandiera) | C     | Robert Prosinečki  |
|    | Jugoslavia (bandiera) | C     | Žarko Đurović      |
|    | Jugoslavia (bandiera) | C     | Jovica Nikolić     |
|    | Jugoslavia (bandiera) | C     | Mitar Mrkela       |
|    | Jugoslavia (bandiera) | C     | Goran Milojević    |
|    | Jugoslavia (bandiera) | A     | Dragan Stojković   |
|    | Jugoslavia (bandiera) | A     | Dragiša Binić      |
|    | Jugoslavia (bandiera) | A     | Vladan Lukić       |
|    | Jugoslavia (bandiera) | A     | Borislav Cvetković |
|    | Jugoslavia (bandiera) | A     | Husref Musemić     |

## Statistiche

### Statistiche dei giocatori
| Giocatore    | Campionato | Campionato | Campionato | Campionato |
| Giocatore    | Pres       | Gol        | Am         | Esp        |
| ------------ | ---------- | ---------- | ---------- | ---------- |
| Binić        | 27         | 13         | -          | -          |
| Cvetković    | 32         | 9          | -          | -          |
| Davidović    | 11         | -          | -          | -          |
| Đurović      | 34         | 5          | -          | -          |
| Janković     | 2          | -          | -          | -          |
| Joksimović   | 17         | 3          | -          | -          |
| Jurić        | 23         | -          | -          | -          |
| Komadina     | 16         | 1          | -          | -          |
| Krdžević     | 17         | -          | -          | -          |
| Krivokapić   | 30         | -          | -          | -          |
| Lukić        | 1          | -          | -          | -          |
| Marović      | 30         | 1          | -          | -          |
| Milojević    | 33         | 3          | -          | -          |
| Mrkela       | 5          | -          | -          | -          |
| Musemić      | 15         | 4          | -          | -          |
| Nikolić      | 10         | -          | -          | -          |
| Prosinečki   | 23         | 4          | -          | -          |
| Punišić      | 11         | 1          | -          | -          |
| Radovanović  | 25         | 5          | -          | -          |
| Šabanadžović | 10         | 1          | -          | -          |
| Stojanović   | 23         | -          | -          | -          |
| Stojković    | 28         | 15         | -          | -          |